# Lisbon (Dakota del Norte)
Lisbon es una ciudad ubicada en el condado de Ransom en el estado estadounidense de Dakota del Norte. En el censo de 2010 tenía una población de 2154 habitantes y una densidad poblacional de 369,79 personas por km².

## Geografía
Lisbon se encuentra ubicada en las coordenadas 46°26′17″N 97°41′4″O / 46.43806, -97.68444. Según la Oficina del Censo de los Estados Unidos, Lisbon tiene una superficie total de 5.82 km², de la cual 5.82 km² corresponden a tierra firme y (0.04%) 0 km² es agua.

## Demografía
Según el censo de 2010, había 2154 personas residiendo en Lisbon. La densidad de población era de 369,79 hab./km². De los 2154 habitantes, Lisbon estaba compuesto por el 97.03% blancos, el 0.46% eran afroamericanos, el 0.51% eran amerindios, el 0.6% eran asiáticos, el 0.14% eran isleños del Pacífico, el 0.19% eran de otras razas y el 1.07% pertenecían a dos o más razas. Del total de la población el 1.3% eran hispanos o latinos de cualquier raza.